# 922 Schlutia
Schlutia (asteroide 922) é um asteroide da cintura principal, a 2,177081 UA. Possui uma excentricidade de 0,1911639 e um período orbital de 1 612,92 dias (4,42 anos).
Schlutia tem uma velocidade orbital média de 18,15455913 km/s e uma inclinação de 7,30487º.
Esse asteroide foi descoberto em 18 de Setembro de 1919 por Karl Reinmuth.